# Список национальных парков Нигера
В Нигере расположены несколько национальных парков, имеющих различный статус.
Согласно законодательству Нигера, в стране существуют следующие типы охраняемых территорий:
- Национальные парки (Parc National).
- Национальные природные резерваты (Reserve Naturelle Nationale).
- Всеобщие резерваты (Reserve Intégrale).
- Полные резерваты фауны (Reserve Total de Faune).
- Частичные резерваты фауны (Reserve Partiel de Faune).

## Национальные парки
| № |  | Название | Оригинальное название | Площадь, км² | Год получения статуса |
| - |  | -------- | --------------------- | ------------ | --------------------- |
| 1 |  | Дубль-Вэ | Parc National du 'W'  | 20 483       |                       |

## Национальные природные резерваты
| № |  | Название     | Оригинальное название                     | Площадь, км² | Год получения статуса |
| - |  | ------------ | ----------------------------------------- | ------------ | --------------------- |
| 1 |  | Аир и Тенере | Réserves naturelles de l’Aïr et du Ténéré | 77 000       |                       |